# Eclissi solare del 21 agosto 1560
L'eclissi solare del 21 agosto 1560 di tipo totale, è un evento astronomico che ha avuto luogo il suddetto giorno attorno alle ore 12.30 UTC. L'eclissi, è stata visibile in alcune parti dell'Oceano Atlantico, del Nord America, dell'Africa e dell'Oceano Indiano. L'ampiezza massima dell'eclissi è stata di 170 km ed è durata 3 minuti e 45 secondi.

## Osservazioni di carattere scientifico

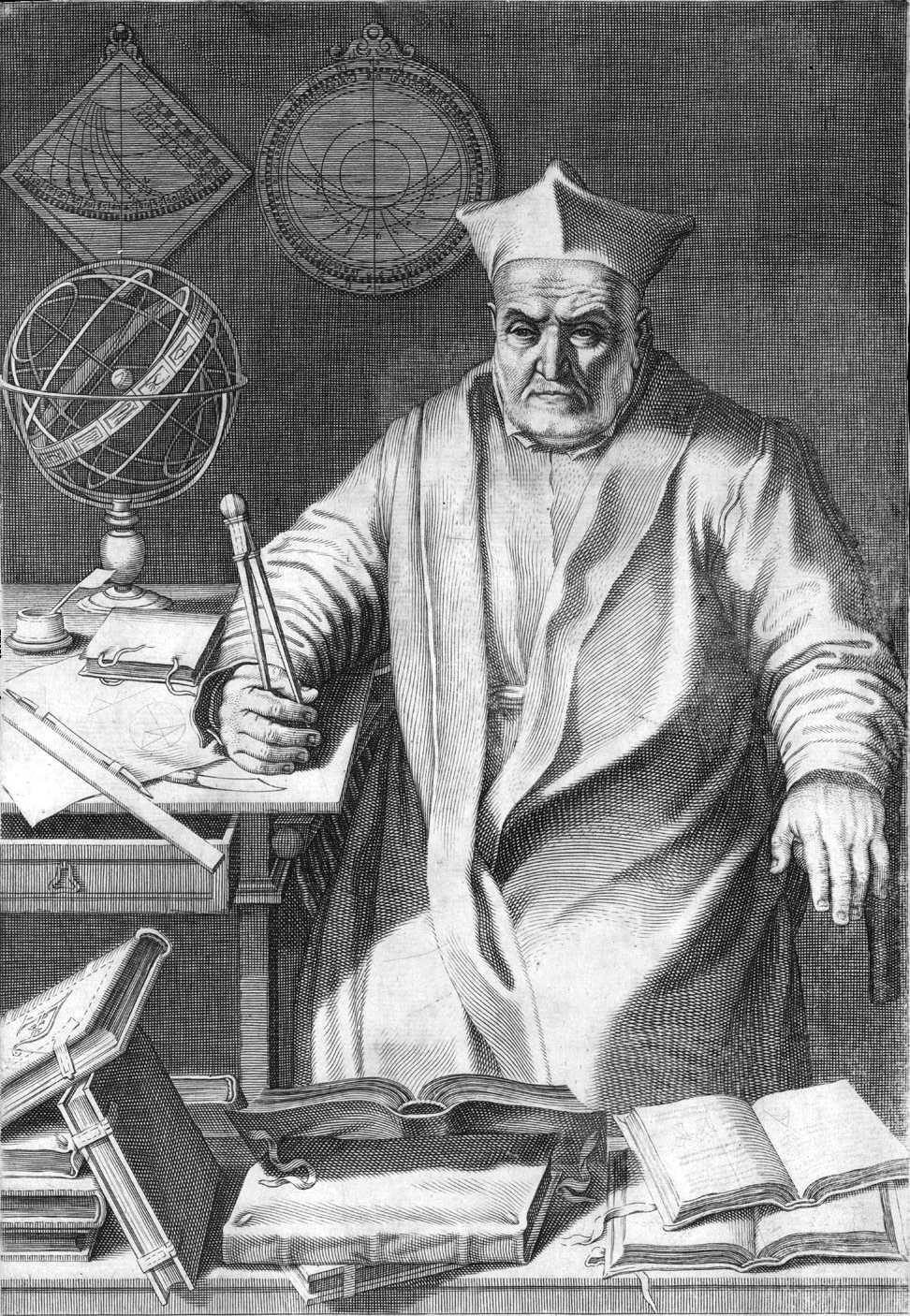
Cristoforo Clavio in una miniatura

Il gesuita ed astronomo tedesco Christophorus Clavius  affermò in un suo lavoro del 1593 che durante questa eclissi solare, la luna coprì l'intero sole per "un periodo di tempo considerevole", e "l'oscurità era persino maggiore di quella del cielo di notte; né si poteva vedere dove si camminava. Appaiono le stelle e gli uccelli cadono dal cielo a causa della paura".
A quel tempo, la previsione dell'imminente eclissi solare diffuse il panico tra il popolo francese e un gran numero di persone si prodigò per ricevere il Sacramento della Confessione. Documenti storici riportano che un prete, per placare la gente che si accalcava in attesa di ricevere il perdono cristiano avrebbe deciso di  "rimandare l'eclissi solare di due settimane"
La previsione di questa eclissi pur approssimata di un giorno fatta dal giovane Tycho Brahe quando aveva solo 13 anni fu uno dei motivi che lo spinsero ad interessarsi all'astronomia.

## Eclissi correlate

### Ciclo di Saros 118
L'evento fa parte del ciclo di Saros 118, che si ripete ogni 18 anni, 11 giorni e contenente 72 eventi. La serie iniziò con un'eclissi solare parziale il 24 maggio 803 d.C. Comprende eclissi totali dal 19 agosto 947 d.C. al 25 ottobre 1650, eclissi ibride il 4 novembre 1668 e 15 novembre 1686 ed eclissi anulari dal 27 novembre 1704 al 30 aprile 1957. La serie termina al membro 72 con un'eclissi parziale il 15 luglio 2083. La durata più lunga del gruppo di eclissi totali è stata di 6 minuti e 59 secondi il 16 maggio 1398.